# Under My Skin (álbum de Avril Lavigne)
Under My Skin é o segundo álbum de estúdio da artista musical canadense Avril Lavigne, lançado em 12 de maio de 2004 pelas gravadoras Arista e RCA. Predominantemente derivado de rock alternativo e de pós-grunge assim como Let Go (2002), além de apresentar notáveis influências de nu metal e de pop punk, Under My Skin trata de assuntos como independência, consequências da fama repentina, relacionamentos conflituosos e sentimento de luto. Considerado pela artista como "mais obscuro, sombrio, profundo e maduro" que seu antecessor, Under My Skin foi desenvolvido particularmente por Lavigne em parceira com a musicista compatriota Chantal Kreviazuk e seu esposo, Raine Maida. Lavigne compôs algumas canções em um armazém usado pela banda de Maida para ensaios, gravando o material no estúdio pessoal do casal. O projeto, inicialmente intitulado Inside of My Head, ainda contou com a colaboração dos produtores musicais Don Gilmore e Butch Walker, com Walker participando também na composição, assim como Evan Taubenfeld e Matt Brann — então membros da banda de apoio de Lavigne — e Ben Moody.
Under My Skin foi recebido com opiniões polarizadas pela crítica especializada: muitos resenhistas consideram o material bem diferente do primeiro trabalho da cantora, notando sua temática mais adulta, e elogiaram as habilidades vocais da intérprete. A capacidade de composição de Lavigne, entretanto, recebeu desprezo de parte dos especialistas. Em sua primeira semana de vendas, Under My Skin atingiu o topo da Billboard 200, dos Estados Unidos, um feito inédito na carreira de Lavigne. Também culminou no Japão, onde a cantora novamente ultrapassou a venda de um milhão de cópias. 
Adicionalmente, atingiu ápice em outros países, como Alemanha, Austrália, Áustria, Canadá, Espanha, Irlanda e Reino Unido. Nos dados divulgados pela Federação Internacional da Indústria Fonográfica (IFPI) sobre as vendas físicas e digitais em 2004, o álbum apareceu como o quinto mais vendido em todo o mundo, e suas vendas são estimadas em mais de dez milhões de unidades pelo globo. Under My Skin teve indicações na edição de 2005 dos Prêmios Juno, na qual venceu a categoria Álbum Pop do Ano.
Para a divulgação do álbum, foram lançados cinco singles. Os três primeiros, "Don't Tell Me", "My Happy Ending" e "Nobody's Home", obtiveram um desempenho mais notável, com destaque para o segundo, que alcançou as dez primeiras posições em regiões como Austrália, Estados Unidos e Reino Unido. Os dois últimos foram respectivamente "He Wasn't" e "Fall to Pieces", ambos com pouco destaque comercial. "Take Me Away" e "I Always Get What I Want" serviram apenas como singles promocionais. Antes do lançamento de Under My Skin, Lavigne realizou uma série de apresentações acústicas em centros comerciais no Canadá e nos Estados Unidos. Além disso, ela excursionou com a Bonez Tour (2004–05) pela América do Norte, Europa, Austrália, África do Sul e América do Sul. Um concerto da turnê no Japão tornou-se o seu segundo álbum ao vivo, Bonez Tour 2005: Live at Budokan, lançado somente nesse país.

## Antecedentes e desenvolvimento

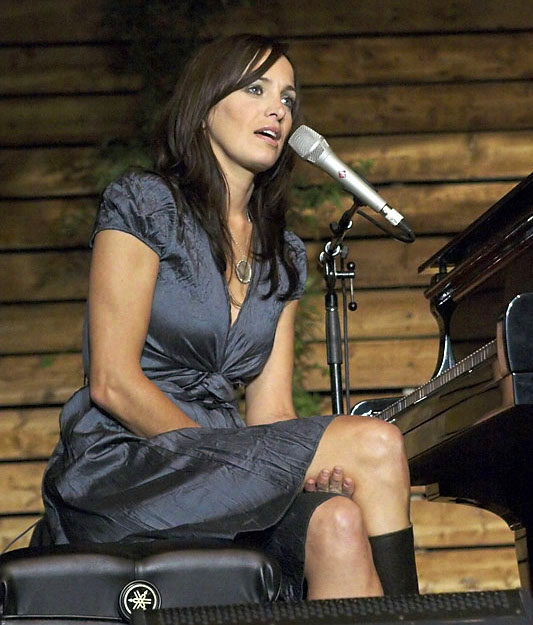
Enquanto ainda estava em excursão para promover seu álbum de estreia, Lavigne conheceu Chantal Kreviazuk, principal colaboradora do álbum.

O álbum de estreia de Lavigne, Let Go, foi lançado em 2002 e obteve grande sucesso comercial em todo o mundo, com vendas estimadas em mais de 14 milhões de cópias até o fim de 2003. Do projeto surgiram os êxitos "Complicated", "Sk8er Boi" e "I'm with You", canções as quais foram alvo de controvérsia quanto aos créditos de composição entre Lavigne e o trio The Matrix, que as produziu e coescreveu. Nesse meio tempo, a intérprete promoveu o álbum com a Try to Shut Me Up Tour, sua primeira turnê mundial, e criou um vínculo de amizade com Chantal Kreviazuk, cantora canadense cujo marido, Raine Maida, abriu com sua banda Our Lady Peace os concertos de Lavigne na fase europeia da turnê. Ambas se conheceram em uma festa com fundos beneficentes para portadores de SARS ocorrida em Toronto, Canadá, em junho de 2003. Um dia após o evento, as duas e Maida encontraram-se para almoçar, e foi quando Lavigne compartilhou ideias sobre seu segundo álbum de inéditas, para o qual ela desejava um som mais rock em comparação a Let Go.
Sem quaisquer planos de trabalhar com produtores ou compositores profissionais, a cantora colaborou com Kreviazuk e Maida na maior parte do projeto. Eles compuseram por cerca de três semanas em um armazém em Toronto, usado pelo Our Lady Peace como local de ensaios. Kreviazuk convidou a musicista para continuar a trabalhar em sua casa, em Malibu, Califórnia, onde se encontrava o estúdio de gravação do casal. Lavigne declarou: "[Chantal e eu] nos tornamos boas amigas, e ninguém sabia que estávamos escrevendo juntas. Todas as noites, durante duas semanas, compúnhamos uma nova canção. E então eu pensava: 'Tudo bem, estou pronta para gravá-las'". Ainda disse que desconhecia Maida como produtor musical, mas elogiou sua forma de trabalhar. Lavigne descreveu o material como sendo "mais obscuro, sombrio, profundo e maduro", e também disse que algumas de suas canções contêm o som de piano por influência de Kreviazuk, que, apesar de ser dez anos mais velha, impressionou-se com a "contraparte mais velha" de Lavigne.
Ainda que tenha desenvolvido a maioria do material com o auxílio do casal, a artista contatou outros músicos para finalizá-lo. Ben Moody, ex-guitarrista do Evanescence, havia deixado sua antiga banda há poucas semanas no meio da turnê para compor com Lavigne. O guitarrista Evan Taubenfeld e o baterista Matt Brann, que na época eram membros da banda de apoio da cantora, também participaram na composição do disco. No quesito produção, além Maida e Kreviazuk, Butch Walker e Don Gilmore estiveram presentes. Lavigne contou que assumiu diretamente o controle criativo no disco: "Escolhi todos com quem trabalhei e entrevistei produtores diferentes, sentei com eles e discuti qual era a minha visão sobre [cada] música antes deles trabalharem nela. Não me daria por vencida — continuei escrevendo e escrevendo até conseguir as músicas com que estava satisfeita. Sou muito exigente comigo mesma".

## Lançamento e divulgação
Em fevereiro de 2004, a revista NME revelou que o disco seria lançado ainda em maio daquele ano. Ao final de abril, a cantora anunciou, em entrevista para a MTV, a sua data de lançamento e declarou que inicialmente cogitou nomeá-lo de Inside of My Head. No entanto, por fim, preferiu intitular o álbum com um nome mais próximo do conteúdo presente no material. "Under My Skin, é o que está lá, o que eu penso, o que talvez me incomoda, e o que está dentro de mim", comentou.
O registro saiu primeiramente nas lojas japonesas em 12 de maio de 2004, devido a uma estratégia comercial. Foi comercializado no país numa edição com duas faixas bônus: "I Always Get What I Want" e uma versão acústica de "Nobody's Home". Ainda em 21 do mesmo mês, foi lançado na Irlanda, contendo também a primeira bônus em seu alinhamento. Três dias depois, o disco entrou em distribuição tanto na Alemanha quanto no Reino Unido. Foi mundialmente lançado em 25 de maio de 2004, com o alinhamento padrão de doze faixas, através das gravadoras Arista e RCA Records e filiadas, como a Bertelsmann Music Group (BMG).  A Sony BMG também o lançou em uma versão DualDisc em 8 de fevereiro de 2005, a qual inclui videoclipes, uma galeria de fotos e 22 minutos de bastidores especiais que foram ao ar na MTV.
Em 2005, o disco foi relançado numa edição especial, incluindo as doze faixas que originalmente o compõem e mais quatro faixas ao vivo, gravadas durante a sua turnê de divulgação. O DVD contém os videoclipes dos quatro primeiros singles, além de dois documentários, com duração de 20 minutos cada, mostrando os bastidores da turnê com filmagens nas cidades de Dallas, Nova Iorque e Toronto, e o segundo chamado de My Skin Diary, gravado em Londres e Belfast. As imagens mostram a cantora falando sobre as músicas do disco, com cenas de showcases, tardes de autógrafos, encontros com fãs, entrevistas com a cantora e sessões de fotos para a capa do álbum. Traz ainda filmagens de Lavigne durante seu tempo livre em hotéis e num dia de turismo em Londres.

### Singles
"Don't Tell Me" foi lançada em 2 de março de 2004 como o primeiro single de Under My Skin. Desempenhou-se moderadamente nos Estados Unidos, onde alcançou a posição de número 22 na Billboard Hot 100. Na Europa, conquistou números mais favoráveis: alcançou as primeiras dez posições na Alemanha, Escócia, Espanha, Itália, Países Baixos, Reino Unido e Suíça. Também foi bem sucedida na Austrália, onde chegou ao décimo posto. Seu videoclipe, dirigido por Liz Friedlander, mostra Lavigne interpretando uma jovem abandonada no quarto de seu apartamento pelo namorado e que, em sequência, persegue-o até que decide deixá-lo ir embora.
Antes do lançamento mundial de Under My Skin, três singles promocionais foram lançados. O primeiro, "Take Me Away", foi apresentado pela primeira vez no CD single de "Don't Tell Me", comercializado em algumas regiões do mundo. Em 24 de maio de 2004, a faixa foi relançada em formato digital juntamente com "I Always Get What I Want" e "He Wasn't".
Escolhida como segundo foco de promoção do álbum, "My Happy Ending" foi lançada em 26 de maio de 2004. Converteu-se no single mais exitoso de Under My Skin, vendendo três vezes mais que "Don't Tell Me". Nos Estados Unidos, onde conquistou a nona posição (por quatro semanas) como a melhor na Billboard Hot 100, "My Happy Ending" é o sexto single mais vendido de Lavigne na era digital, com 1,2 milhões de cópias comercializadas até setembro de 2015. Ademais, chegou aos dez primeiros postos em outros lugares, como Austrália, Áustria, Espanha, Irlanda, Itália, Noruega e Reino Unido. Seu videoclipe foi dirigido por Meiert Avis e inicia-se com a intérprete correndo pela rua e entrando em um cinema, onde ela assiste um filme de suas memórias de um relacionamento com um rapaz. Enquanto as cenas iniciais exibem as memórias em cores, as finais são em tons esmaecidos, o que representa os altos e baixos do relacionamento.
Selecionada como o terceiro single de Under My Skin, "Nobody's Home" foi lançada em 28 de outubro de 2004. Não obteve, comercialmente, a mesma notabilidade das anteriores, ficando entre as primeiras trinta posições em nações como Alemanha, Austrália, França e Reino Unido. Nos Estados Unidos, também teve um desempenho mediano: alcançou o número 41 na Billboard Hot 100. O videoclipe acompanhante foi dirigido por Diane Martel e exibe Lavigne interpretando a si mesma liderando uma banda dos velhos tempos. Ela também faz o papel de uma garota sem teto que vaga pelas ruas em busca de abrigo.
As duas últimas faixas de divulgação foram, respectivamente, "He Wasn't" e "Fall to Pieces". A primeira foi lançada em 28 de março de 2005 no Reino Unido, onde conquistou o 23.º lugar como a melhor posição, mas não foi lançada nos Estados Unidos, para onde a última foi enviada às rádios em 18 de abril de 2005. "Fall to Pieces" entrou na Bubbling Under Hot 100 Singles, extensão da Billboard Hot 100. Dirigido por The Malloys, um vídeo musical foi filmado para "He Wasn't" e consiste em uma apresentação de Lavigne e os músicos de sua banda de apoio em uma sala branca, e termina com todos revoltados e sujos de tinta rosa.

### Apresentações ao vivo

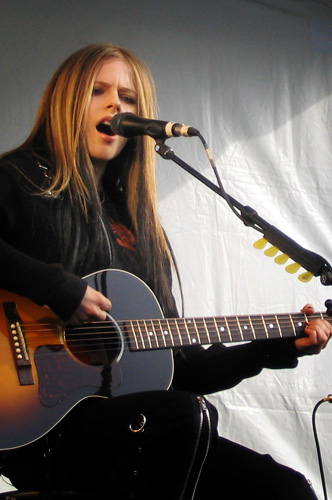
Lavigne apresentando-se em Vancouver, Canadá.

Como parte da divulgação de Under My Skin, Avril apareceu em vários programas televisivos, premiações e festivais. Em 29 de fevereiro de 2004, ela realizou a primeira apresentação ao vivo para promoção do disco para uma AOL Session, tendo no repertório "Nobody's Home", "My Happy Ending", "He Wasn't", "Take Me Away", "Don't Tell Me" — todas até então inéditas —, "Sk8er Boi" e duas regravações: "Knockin' on Heaven's Door", de Bob Dylan, e "Fat Lip", do Sum 41. Durante a semana de lançamento de "Don't Tell Me", ela embarcou numa turnê promocional chamada Mall Tour (ou Live by Surprise), na qual ocorreram apresentações em centros comerciais no Canadá e nos Estados Unidos. Os locais e horários de cada mini-concerto eram revelados cerca de 48 horas antes através do site oficial de Lavigne, estações de rádios locais e do portal AOL, que os promoveu. Com o apoio de Evan Taubenfeld, Avril iniciou a série de shows em Bloomington, Minnesota, e finalizou-a em Lewisville, Texas; algumas gravações ao vivo foram lançadas no EP Avril Live Acoustic, comercializado exclusivamente pelas lojas Target.
"Don't Tell Me" voltou a ser apresentada no Juno Awards de 2004. Ao decorrer de abril de 2004, a artista performou em várias regiões da Europa, como França, Inglaterra, Irlanda do Norte e Alemanha. Em 1º de maio do mesmo ano, ela apareceu na versão italiana do Total Request Live e fez um pequeno concerto no Circolo degli Artisti, em Roma. Mais tarde, retornou aos Estados Unidos, onde fez uma aparição no Saturday Night Live em 5 de maio, interpretando "Don't Tell Me" e "My Happy Ending", e em divulgação ao lançamento de Under My Skin no país, apresentou-se gratuitamente no Webster Hall, em Nova Iorque, no dia 24 de maio. No dia seguinte, Lavigne realizou uma performance no Total Request Live norte-americano, que se tornou controversa quando a cantora, ao ser questionada por Damien Fahey sobre os rótulos em torno de si, mostrou o dedo do meio em resposta; ela estaria cotada para mais tocar outra música, entretanto a MTV cortou a programação e, embora a equipe da musicista tenha minimizado o fato, um representante da emissora chamou o gesto de "totalmente inapropriado". No dia 28, Lavigne tocou no Much Music Intimate and Interactive, em Toronto, Canadá. No mês de junho, Avril apareceu no Jones Beach Theater, em Nova Iorque, participou dos festivais alemães Rock im Park e Rock am Ring daquele ano, sendo em ambos uma das atrações principais, e fez sua estreia em Portugal no Super Bock Super Rock.

## Composição

### Estilo musical e temas
Às vezes, as pessoas me davam nos nervos na estrada e eu escrevia uma canção sobre isso. Lembre-se de que você está com essas pessoas todos os dias e elas estão na sua frente. Pode soar estranho, e não sei se está no álbum, mas acabei escrevendo uma canção sobre os paparazzi e o quão rudes eles são. Acho que essa é uma das canções que mais me orgulho das letras, na medida em que realmente me expresso e transformo. É totalmente rápida e agressiva, o que eu adoro. Chama-se "Take It".

Lavigne sobre o processo de escrita de Under My Skin, em especial de "Take It", lado B de "My Happy Ending"
A imprensa musical notou Under My Skin como um álbum predominante influenciado pelo rock alternativo e pós-grunge, ambos os gêneros também trabalhados em Let Go. O projeto, no entanto, incorpora-os em maior escala que o primeiro trabalho da artista. Musicalmente, o disco também é composto por elementos de outros estilos, como nu metal e pop punk, bem como música gótica. Além disso, Under My Skin, diferentemente do álbum de estreia de Lavigne, não tem uma sonoridade tão radiofônica nem "tantos ganchos pop otimistas", de acordo com a revista Plugged In. Seus refrões foram descritos como "ensurdecedores", enquanto os vocais da intérprete, como "berrantes".
O conteúdo lírico do álbum é composto, principalmente, por temas como "romance contundente e estrondoso", sentimento de luto e consequências da fama repentina. Ainda assim, Under My Skin se volta para a angústia adolescente, tal como Let Go, com algumas canções sobre solidão e sentir-se perdido.

### Canções
"Take Me Away" abre o disco tratando sobre a confusão sentida pela intérprete. É caracterizada por "explosões de guitarra", que mesclam o pop com o metal alternativo e são semelhantes ao estilo do Linkin Park. A faixa seguinte é "Together", a qual começa com um andamento mais lento e ao piano e, conforme avança, torna-se mais "movimentada". A cantora declara em suas letras que se sente melhor sozinha do que na companhia de seu parceiro e grita no refrão "Juntos, não parece certo / Juntos, de mãos dadas, vamos cair". Segundo a própria cantora, "Don't Tell Me", terceira canção do alinhamento, é sobre "ser forte" e não se deixar ceder à pressão de um homem. Em termos musicais, inicia-se ao estilo folk rock e vai até um refrão estilístico do hard rock. Bill Lamb, do About.com, afirmou que a obra demonstra a autonomia e "falta de vontade [de Lavigne] de ceder às exigências de um amante".
|                                                    | "My Happy Ending" "My Happy Ending" é "uma declaração musical definitiva sobre relacionamentos amorosos que não dão certo", segundo Lamb. |
| Problemas para escutar este arquivo? Veja a ajuda. | |

A quarta faixa é a pop punk "He Wasn't", na qual a intérprete canta sobre um namorado que não cumpria com suas expectativas e tampouco a fazia sentir-se especial. Com bateria e riffs de guitarra "barulhentos", a canção teve seus "hey, hey, hey" comparados ao repertório das bandas punk rock The Go-Go's, Green Day e Ramones. Apresenta-se em seguida a balada "existencial" e introspectiva "How Does It Feel", em que a intérprete profere no refrão os versos "Qual a sensação de ser / Diferente de mim?". Lavigne a descreveu como "apenas uma canção muito madura. ["How Does It Feel" é] apenas eu dando um passo para trás e olhando para minha vida, falando de como eu sou pequena e o mundo é grande". A sexta faixa é "My Happy Ending", uma canção sonoramente influenciada por power pop cujas letras tratam a respeito de um término. Em sua instrumentação há guitarras "fortes" e "um momento experimental" de piano.
Não inspirada em aspectos da vida da intérprete, a balada poderosa "Nobody's Home" é quanto a uma jovem atormentada e impedida de viver tranquilamente por problemas pessoais. Descrita pelo The New York Times como uma obra "sombria" sobre rejeição, "Forgotten", cujas letras são reminiscentes ao Limp Bizkit, utiliza o som da guitarra para representar o sentimento de desespero. O nono tema, "Who Knows", tem em sua melodia um tema otimista e jovial, enquanto que o décimo, "Fall to Pieces", é uma produção pop rock "açucarada", na qual a cantora expõe um relacionamento dividido entre reatar ou simplesmente terminar. A penúltima, "Freak Out", possuiu letras relacionadas à rebeldia, como demostrado pelos versos "Tente me dizer o que eu não deveria fazer / Você deveria saber agora / Que não vou ouvir você / Ando por aí com as minhas mãos para o ar / Porque não me importo". "Slipped Away", que encerra a edição padrão do disco, foi composta pela cantora em memória ao seu avó, falecido ao decorrer da turnê de divulgação de Let Go. A bônus "I Always Get What I Want" soa liricamente irônica, tendo Lavigne a ordenar que a obedeçam em todos os seus comandos.

## Recepção

### Crítica profissional
| Críticas profissionais | Críticas profissionais |
| Pontuações agregadas   | Pontuações agregadas   |
| Fonte                  | Avaliação              |
| ---------------------- | ---------------------- |
| Metacritic             | 65/100                 |
| Avaliações da crítica  |                        |
| Fonte                  | Avaliação              |
| AllMusic               | [ 55 ]                 |
| Blender                | [ 62 ]                 |
| Entertainment Weekly   | B                      |
| The Guardian           | [ 78 ]                 |
| IstoÉ Gente            | [ 79 ]                 |
| IGN                    | 4/10                   |
| PopMatters             | Mista                  |
| Rolling Stone          | [ 70 ]                 |
| Slant Magazine         | [ 81 ]                 |
| Yahoo! Music           | 6/10                   |

O agregador de resenhas Metacritic, baseado em 14 publicações especializadas, concedeu a Under My Skin uma média de 65 pontos em uma escala que vai até 100, indicando opiniões "geralmente positivas". Apesar disso, os críticos ficaram divididos em suas análises ao álbum. Assim como se deu com Let Go, a intérprete recebeu frequentemente comparações a outras cantoras, principalmente Alanis Morissette, após o lançamento de Under My Skin. Editor sênior da base de dados AllMusic, Stephen Thomas Erlewine, que chamou Lavigne de "irmã caçula [de Morissette]", ficou dividido em relação ao trabalho, o qual descreveu como "um pouco estranho, às vezes soando hesitante e inseguro", às vezes cheio de "atitude e ambição". No UOL Música, Antonio Farinaci disse que "o resultado geral do disco reafirma o lugar de Lavigne como uma espécie de irmã mais nova e ainda mais chata da Alanis, por causa de suas letras bobas e pretensamente profundas". Outros críticos, contudo, mencionaram a cantora americana Amy Lee e sua banda, Evanescence.
Escrevendo para a Rolling Stone, Kelefa Sanneh concluiu que o registro "não incorpora nenhuma nova ideia", mas "é ao mesmo tempo mais satisfatório e mais estereotipado [que Let Go]". Para a Entertainment Weekly, David Browne sugeriu que "Lavigne tornou-se ainda mais complicada" e "parece mais sobrecarregada". O analista admitiu que "por mais artificial que seja o resultado, não há como negar o nível de habilidade no trabalho", o qual caracterizou como "sombriamente fascinante". Similarmente, Sal Cinquemani da Slant Magazine, além de prezar os ganchos presentes no álbum, observou que o som de Lavigne era agora muito mais pesado e mais obscuro. Comentarista da Blender, Carly Carioli opinou em concordância a Cinquemani, afirmando que "[a cantora] aprofundou e obscureceu seu som sem sacrificar suas melodias banhadas a platina". Andrew Strickland do Yahoo! Music declarou que Lavigne distancia-se "das palhaçadas adolescentes de sua estreia", por mais redundantes que sejam as letras em Under My Skin.
O conteúdo lírico do álbum foi alvo de criticismo, com Cinquemani descrevendo as letras como "vagas ou arquetípicas". Caroline Bansal analisou o disco para a musicOMH e disse que aparentemente a artista foi "instruída a escrever sobre o que sabe, com mais da metade das canções sendo divididas entre garotos, começar relacionamentos com garotos, sair com garotos", citando ainda como desvantagem a grande aparição de temáticas para "adolescentes angustiados". Tim O'Neil da PopMatters afirmou que "as composições de Lavigne na maior parte de Under My Skin simplesmente parecem ser rotineiras", adjetivando-o de um sucessor "um pouco decepcionante". Jornalista do The Guardian, Alexis Petridis foi ainda mais negativo e chamou o material de "anódino". Em contrapartida, "Don't Tell Me" foi vista como um destaque por Petridis, que disse que nessa canção "[Lavigne] pelo menos tem alguns conselhos relevantes a transmitir para suas fãs". Em 2008, o The Guardian incluiu Under My Skin, o qual chamou de "vírus carnívoro", em um compilado dos álbuns mais mal avaliados por Petridis nos tempos modernos. Por outro lado, Annabel Leathe da BBC Music elogiou os "esforços de escrita [de Lavigne] combinados [aos demais colaboradores]", mas alegou que "até Avril aprender a levar-se um pouco menos a sério e a administrar um vislumbre de um sorriso, ela continuará a soar como uma adolescente petulante com um grilhão".
Para além disso, os analistas notaram a transição artística de Lavigne e comentaram a respeito de sua autenticidade. Em resenha para a página IGN, Chris Carle questionou o rótulo "anti-Britney" da canadense: "Ao invés de ser pornografia musical para garotos adolescentes, é pornografia musical para garotas adolescentes. [...] Mas isso é realmente tão diferente da música de Britney? Em intenção talvez, mas não em ação." Colunista do The A.V. Club, Andy Battaglia apreciou os vocais "mais agudos e emotivos" da intérprete, entretanto desfavoreceu Under My Skin em virtude do que ele chamou de "incoerências inconsistentes". Battaglia disse ainda que "a personagem por trás dela [Lavigne] soa torturada fora de sua classe". Bansal descreveu o álbum como uma espécie de "metamorfose" e um "híbrido", dizendo que ele representa um período de Lavigne entre "a adolescente complicada" (em referência a "Complicated") e "a cantora/compositora adulta", enquanto Carioli disse que "[Under My Skin] é um retrato íntimo de uma garota que tenta sair da adolescência até a vida adulta, esperando que acerte". Jon Pareles do jornal The New York Times notou a troca da produção pop rock de The Matrix por "algo um pouco menos escorregadio, com guitarras mais resistentes", e disse que "há pouca sutileza" e muitos clichês em Under My Skin.

### Prêmios e indicações
No quesito premiações, tanto o álbum como a intérprete receberam várias indicações, como a de World's Best Selling Pop/Rock Female Artist e a de World's Best Selling Canadian Artist, ambas vencidas durante o World Music Awards de 2004. No mesmo ano, Lavigne venceu como Best Pop Artist – International pelo Los Premios MTV Latinoamérica, e International Artist of the Year no Comet Music Awards, e recebeu a indicação de Favorite Pop/Rock Female Artist no American Music Awards e a de Best Female Artist no Radio Disney Music Awards. Ademais, a artista foi nomeada a dois EMAs: Best Pop e Best Female. No ano seguinte, ela foi premiada em três das cinco categorias em que recebeu indicação nos prêmios Juno — Artist of the Year, Juno Fan Choice Award e Pop Album of the Year, esta última por Under My Skin, que também foi indicado em Album of the Year. Ainda em 2005, a cantora foi a Favorite Female Artist no MTV Asia Awards, Favorite Female Singer no Nickelodeon Kids' Choice Awards e International Female Artist no NRJ Music Awards. O disco foi eleito um dos dez melhores de 2004 pelo Gold Disc Award Hong Kong. Nos Premios Oye!, venceu como Best International Album, além de ser o Rock&Pop Album of the Year no Japan Gold Disc Awards. Hong Kong (IFPI Hong Kong).

## Lista de faixas
| Under My Skin – edição padrão |                    |                             |                      |                |         |  |
| N.º                           | Título             | Letras                      | Música               | Produtor(es)   | Duração |  |
| 1.                            | "Take Me Away"     | Avril Lavigne               | Evan Taubenfeld      | Don Gilmore    | 2:57    |  |
| 2.                            | "Together"         | Lavigne · Chantal Kreviazuk | Lavigne · Kreviazuk  | Gilmore        | 3:14    |  |
| 3.                            | "Don't Tell Me"    | Lavigne                     | Taubenfeld           | Butch Walker   | 3:21    |  |
| 4.                            | "He Wasn't"        | Lavigne · Kreviazuk         | Lavigne · Kreviazuk  | Raine Maida    | 2:59    |  |
| 5.                            | "How Does It Feel" | Lavigne · Kreviazuk         | Lavigne · Kreviazuk  | Maida          | 3:44    |  |
| 6.                            | "My Happy Ending"  | Lavigne · Walker            | Lavigne · Walker     | Walker         | 4:02    |  |
| 7.                            | "Nobody's Home"    | Lavigne                     | Lavigne · Ben Moody  | Gilmore        | 3:32    |  |
| 8.                            | "Forgotten"        | Lavigne · Kreviazuk         | Lavigne · Kreviazuk  | Gilmore        | 3:16    |  |
| 9.                            | "Who Knows"        | Lavigne · Kreviazuk         | Lavigne · Kreviazuk  | Maida          | 3:30    |  |
| 10.                           | "Fall to Pieces"   | Lavigne · Maida             | Lavigne · Maida      | Maida          | 3:28    |  |
| 11.                           | "Freak Out"        | Lavigne · Taubenfeld        | Lavigne · Matt Brann | Walker         | 3:11    |  |
| 12.                           | "Slipped Away"     | Lavigne · Kreviazuk         | Lavigne · Kreviazuk  | Kreviazuk      | 3:33    |  |
| Duração total:                | Duração total:     | Duração total:              | Duração total:       | Duração total: | 40:57   |  |

| Under My Skin – edição britânica e irlandesa |                            |                |                        |                |         |  |
| N.º                                          | Título                     | Letras         | Música                 | Produtor(es)   | Duração |  |
| 13.                                          | "I Always Get What I Want" | Lavigne        | Lavigne · Clif Magness | Magness        | 2:31    |  |
| Duração total:                               | Duração total:             | Duração total: | Duração total:         | Duração total: | 43:18   |  |

| Under My Skin – edição japonesa |                                           |         |  |
| N.º                             | Título                                    | Duração |  |
| 13.                             | "I Always Get What I Want"                | 2:31    |  |
| 14.                             | "Nobody's Home" (versão acústica ao vivo) | 3:38    |  |
| Duração total:                  | Duração total:                            | 46:56   |  |

| Under My Skin – edição especial |                           |         |  |
| N.º                             | Título                    | Duração |  |
| 13.                             | "Nobody's Home" (ao vivo) | 3:20    |  |
| 14.                             | "Take Me Away" (ao vivo)  | 2:55    |  |
| 15.                             | "He Wasn't" (ao vivo)     | 3:13    |  |
| 16.                             | "Tomorrow" (ao vivo)      | 3:35    |  |
| Duração total:                  | Duração total:            | 53:50   |  |

## Créditos
| - Don Gilmore – produção, engenheiro - Randy Staub – mixagem - Michael Ward – guitarra - Jon O'Brien – teclados e programação - Josh Freese – bateria - Static – teclados e programação - Fox Phelps – assistente - Zach Blackstone – assistente - Dan Certa – engenheiro, edição - Chantal Kreviazuk – piano, teclados, arranjamento de cordas - Brooks Wackerman – bateria - Butch Walker – violão, percussão, baixo, piano, teclados, vocal, produção, programação, guitarra - Russ-T Cobb – engenheiro - Dan Chase – engenheiro, programação - Sean Loughlin – assistente - Femio Hernández – assistente - Christie Priode – cordenenação - Kenny Cresswell – bateria - Evan Taubenfeld – violão, vocal, guitarra, bateria - Tom Lord-Alge – mixagem - Raine Maida – teclados, engenheiro, edição digital, produção, arranjamento de cordas - Brian E. Garcia – percussão, edição digital, engenheiro - Jason Lader – baixo, programação, edição digital - Danny Kalb – assistente - Phil X. – guitarra - Mike Elizondo – baixo | - Bill Lafler – bateria - Jason Cupp – assistente - Kenny Aronoff – bateria, percussão - Nick Lashley – guitarra - Bob Boyd – assistente - William Tabanou – gravação - Samuel Formicola – violino - Mark Robertson – violino - Victor Lawrence – cello, edição digital - Alme Fernandez – viola - Leon Zervos – masterização - Paul David Hager – engenheiro - Joshua Sarubin – A&R - Matthew Schwartz – A&R - Dani Buncher – A&R - David Campbell – arranjamento de cordas - Sam Fisher – violino - Shanti Randall – viola - Patrick Warren – cordas, teclados, chamberlin - Misha Rajaratnam – assistente - Mauricio Cersosimo – assistente - Rob Stefanson – assistente - Jeff Burna – assistente - Tom Sweeney – assistente - James Minchin – fotógrafo - John Rummen – direção de arte, design - Kim Kinakin – direção de arte, design |

## Desempenho comercial
Under My Skin terminou o ano de 2004 no quinto lugar em vendas físicas e digitais em todo mundo, segundo a Federação Internacional da Indústria Fonográfica (IFPI). Ficou atrás somente de Confessions, do cantor americano Usher, Feels Like Home, da cantora americana Norah Jones, Encore, do rapper americano Eminem, e How to Dismantle an Atomic Bomb, da banda irlandesa U2. A contar de janeiro de 2011, são estimadas mais de 10 milhões de cópias do disco vendidas em todo o globo.
Nos Estados Unidos, na semana terminada em 12 de junho de 2004, estreou no topo da Billboard 200 com mais de 381 mil cópias comercializadas, tornando-se o primeiro trabalho de Lavigne a atingir tal posição e sua maior semana de vendas no país. Na ocasião, a artista tirou Confessions da liderança da parada — posição em que se encontrava por oito semanas consecutivas — e barrou da primeira colocação Vol. 3: The Subliminal Verses, da banda americana Slipknot. Em janeiro de 2006, foi certificado com platina tripla pela Associação Americana da Indústria de Gravação (RIAA) devido a três milhões de unidades vendidas. De acordo com a Nielsen SoundScan, foram vendidas mais de 3,2 milhões de cópias suas nos Estados Unidos até setembro de 2015. No Canadá, Under My Skin atingiu o topo ocupando o posto de The Girl in the Other Room, da cantora local Diana Krall, e novamente barrando Vol. 3: The Subliminal Verses de estrear no ápice. Pelas 500 mil cópias distribuídas no país, foi certificado com platina quíntupla pela Music Canada em março de 2006.
No Reino Unido, Under My Skin conquistou o ápice na semana de 5 de junho de 2004 com a venda de 87 mil unidades, substituindo Hopes and Fears, da banda inglesa Keane. A Indústria Fonográfica Britânica (BPI) certificou o álbum com platina dupla, equivalente a 600 mil cópias, com a Official Charts Company (OCC) avaliando que foram vendidos 670 mil exemplares seus até julho de 2019. Ao redor da Europa, liderou as paradas da Alemanha, Áustria, Espanha e Irlanda, entrou nas dez primeiras na Bélgica, Escócia, França, Grécia, Hungria, Itália, Portugal e Suíça, nas vinte melhores na Finlândia, Noruega, Países Baixos, Polônia e Suécia, e na posição de número 24 na Dinamarca. Como resultado, atingiu o topo da parada de álbuns europeia da Billboard, superando o pico na segunda colocação obtido por Let Go. Ademais, obteve uma certificação de platina da IFPI reconhecendo 1 milhão de cópias comercializadas no continente.
Under My Skin estreou na primeira posição no gráfico de álbuns australiano, mas atingiu a sétima colocação como melhor na Nova Zelândia, uma queda em relação a Let Go, que alcançou o topo no país. Obteve certificação de platina da Associação da Indústia de Gravação Australiana (ARIA), equivalente a 70 mil unidades, e ouro da Associação da Indústria Fonográfica da Nova Zelândia (RIANZ), referente a 7 mil e 500 cópias. No Japão, o álbum desempenhou-se ainda mais positivamente e estreou na primeira posição da parada de álbuns da Oricon com mais de 250 mil réplicas vendidas. Under My Skin recebeu certificação de nível de um milhão em número de vendas da Associação da Indústria de Gravação do Japão (RIAJ), certificação esta que também fora recebida por Let Go.
| País — Tabela musical (2004)          | Posição de pico |
| ------------------------------------- | --------------- |
| Alemanha (GfK Entertainment Charts)   | 1               |
| Austrália (ARIA Charts)               | 1               |
| Áustria (Ö3 Austria Top 40)           | 1               |
| Bélgica (Ultratop de Flandres)        | 5               |
| Bélgica (Ultratop de Valônia)         | 6               |
| Brasil (HITS)                         | 4               |
| Canadá (Canadian Albums Chart)        | 1               |
| Dinamarca (Hitlisten)                 | 24              |
| Escócia (The Official Charts Company) | 2               |
| Espanha (PROMUSICAE)                  | 1               |
| Estados Unidos (Billboard 200)        | 1               |
| Europa (European Top 100 Albums)      | 1               |
| Finlândia (Suomen virallinen lista)   | 14              |
| França (SNEP)                         | 4               |
| Grécia (IFPI Grécia)                  | 6               |
| Hungria (MAHASZ)                      | 7               |
| Irlanda (IRMA)                        | 1               |
| Itália (FIMI)                         | 3               |
| Japão (Oricon Albums Chart)           | 1               |
| Noruega (VG-lista)                    | 11              |
| Nova Zelândia (NZ Top 40 Albums)      | 7               |
| Países Baixos (MegaCharts)            | 13              |
| Polônia (ZPAV)                        | 13              |
| Portugal (AFP)                        | 3               |
| Reino Unido (UK Albums Chart)         | 1               |
| Tchequia (IFPI Česká Republika)       | 11              |
| Suécia (Sverigetopplistan)            | 14              |
| Suíça (Schweizer Hitparade)           | 2               |

| Tabela musical (2004)               | Posição |
| ----------------------------------- | ------- |
| Alemanha (GfK Entertainment Charts) | 14      |
| Austrália (ARIA Charts)             | 36      |
| Áustria (Ö3 Austria Top 40)         | 13      |
| Bélgica (Ultratop de Flandres)      | 51      |
| Bélgica (Ultratop de Valônia)       | 34      |
| Estados Unidos (Billboard 200)      | 22      |
| Europa (European Top 100 Albums)    | 8       |
| França (SNEP)                       | 48      |
| Hungria (MAHASZ)                    | 72      |
| Itália (FIMI)                       | 30      |
| Japão (Oricon Albums Chart)         | 8       |
| Países Baixos (MegaCharts)          | 80      |
| Reino Unido (UK Albums Chart)       | 31      |
| Suécia (Sverigetopplistan)          | 79      |
| Suíça (Schweizer Hitparade)         | 13      |
| Tabela musical (2005)               | Posição |
| Alemanha (GfK Entertainment Charts) | 92      |
| Estados Unidos (Billboard 200)      | 68      |

| País — Tabela musical (2000—09) | Posição |
| ------------------------------- | ------- |
| Estados Unidos (Billboard 200)  | 149     |

| Região                                                                                             | Certificação | Vendas     |
| -------------------------------------------------------------------------------------------------- | ------------ | ---------- |
| Alemanha (BVMI)                                                                                    | Ouro         | 100 000^   |
| Argentina (CAPIF)                                                                                  | Platina      | 40 000^    |
| Austrália (ARIA)                                                                                   | Platina      | 70 000^    |
| Áustria (IFPI Áustria)                                                                             | Platina      | 30 000*    |
| Bélgica (BEA)                                                                                      | Ouro         | 25 000*    |
| Brasil (Pro-Música Brasil)                                                                         | Platina      | 125 000*   |
| Canadá (Music Canada)                                                                              | 5× Platina   | 500 000^   |
| Espanha (PROMUSICAE)                                                                               | Ouro         | 50 000^    |
| Estados Unidos (RIAA)                                                                              | 3× Platina   | 3 200 000  |
| França (SNEP)                                                                                      | Ouro         | 100 000*   |
| Grécia (IFPI Grécia)                                                                               | Platina      | 10 000^    |
| Japão (RIAJ)                                                                                       | Milhão       | 1 000 000^ |
| México (AMPROFON)                                                                                  | Platina      | 100 000^   |
| Nova Zelândia (RIANZ)                                                                              | Ouro         | 7 500^     |
| Portugal (AFP)                                                                                     | Prata        | 10 000^    |
| Reino Unido (BPI)                                                                                  | 2× Platina   | 670 000    |
| Rússia (2M)                                                                                        | Platina      | 20 000*    |
| Singapura (RIAS)                                                                                   | Ouro         | 5 000      |
| Suíça (IFPI Suíça)                                                                                 | Platina      | 40 000^    |
| Resumos                                                                                            |              |            |
| Europa (IFPI)                                                                                      | Platina      | 1 000 000* |
| *números de vendas baseados somente na certificação ^distribuições baseadas apenas na certificação |              |            |